# Kiều (phim)
Kiều là một bộ phim điện ảnh cổ trang của Việt Nam do Mai Thu Huyền sản xuất và đạo diễn, được lấy cảm hứng từ tác phẩm Truyện Kiều của Nguyễn Du. Là dự án phim đầu tiên của Mai Thu Huyền trong vai trò đạo diễn, phim có sự tham gia diễn xuất của Trình Mỹ Duyên, Cao Thái Hà, Lê Anh Huy, Lê Khanh, Phương Thanh, Hiếu Hiền, Long Đẹp Trai và Lê Thu An, chủ yếu xoay quanh câu chuyện tình cảm tay ba giữa các nhân vật Thúy Kiều, Thúc Sinh và Hoạn Thư.
Dự án phim Kiều đã được Mai Thu Huyền ấp ủ từ năm 2009 với cảm hứng chính được lấy từ Truyện Kiều. Ban đầu, phim được dự định sản xuất dưới dạng phim truyền hình dài tập, nhưng sau đó nhà sản xuất quyết định chuyển thể tác phẩm lên màn ảnh rộng. Phim bắt đầu bấm máy vào đầu tháng 6 năm 2020 và được quay trong hơn 60 ngày tại năm tỉnh, thành phố, trong đó có 70% cảnh quay tại Huế, cho đến khi kết thúc vào dịp kỷ niệm 200 năm ngày mất của Nguyễn Du.
Từng bị thay đổi lịch công chiếu nhiều lần do ảnh hưởng của đại dịch COVID-19, Kiều ra rạp vào ngày 9 tháng 4 năm 2021 và nhận về nhiều phản hồi tiêu cực từ khán giả và truyền thông, trong đó một số trang báo gọi phim là một "thảm họa" điện ảnh. So với kinh phí khoảng 30 tỷ đồng, phim chỉ thu về 2,7 tỷ đồng tại phòng vé, dẫn đến thua lỗ cho nhà sản xuất. Bộ phim này sau đó chuyển sang khai thác trực tuyến.

## Nội dung
Sau khi bán mình chuộc cha và em trai, Kiều bị Mã Giám Sinh đưa vào lầu xanh gặp Tú Bà. Bị ép làm kĩ nữ, nàng chống cự bỏ chạy nhưng không may đã bị bắt và giam vào ngục. Tại đây, nàng gặp gỡ và làm quen với một kĩ nữ khác, người từng cố gắng bỏ trốn nhưng không thành. Ngay sau đó, Tú Bà và Mã Giám Sinh xuất hiện. Trong khi người kĩ nữ kia bị Tú Bà đưa đi xử lý, Kiều bị Mã Giám Sinh cố ý giở trò đồi bại, tuy nhiên, hắn không tài nào tiếp cận được cơ thể nàng. Mã Giám Sinh đem chuyện này kể lại cho Tú Bà. Suy nghĩ một lúc, bà ta quyết định sẽ mang Kiều đi gả bán với giá cao. Sau khi trở thành "con gà đẻ trứng vàng", Kiều được Tú Bà đối xử tử tế và dắt đi sắm sửa quần áo mới. Bà ta đưa Kiều đến thuyền lụa của một chàng thư sinh tên Thúc Sinh. Hai người vừa gặp đã tâm đầu ý hợp.
Trong lúc Tú Bà đưa một lão già đến gặp Kiều để "xem mặt", một hồn ma xuất hiện trước mặt Kiều và xưng là Đạm Tiên, người mà nàng từng đến và thắp hương khi xưa. Đạm Tiên đưa cho Kiều một con dao và biến mất. Đúng lúc đó, lão già từ bên ngoài xông vào, ý định làm nhục Kiều. Nàng không còn cách nào khác phải tự kề dao vào cổ, dọa chết. Trong lúc dầu sôi lửa bỏng, Đạm Tiên lại hiện hình và giúp Kiều thoát khỏi lão già biến thái. Cùng thời điểm đó, Thúc Sinh trên thuyền càng ngày càng mơ tưởng đến Kiều và đã tự họa một bức chân dung của nàng. Kiều sau đó cũng gặp lại cô kĩ nữ trong ngục hôm nọ và giúp cô ta thoát khỏi việc bị trách mắng.
Trong một lần đến chơi ở lầu xanh, Hiền Bá được Tú Bà giới thiệu với Kiều. Thấy được tài sắc của cô kĩ nữ này, Hiền Bá nảy sinh ý định chiếm hữu nàng. Tuy nhiên, Thúc Sinh đã kịp thời xuất hiện ngăn cản, hạ gục Hiền Bá và lính của lão ta, đồng thời hứa hẹn sẽ quay lại và chuộc nàng ra khỏi chốn lầu xanh. Để trả thù, Hiền Bá sai người phóng hỏa thiêu rụi chiếc thuyền lụa của Thúc Sinh. Cùng thời điểm này, Thúc Sinh quay về nhà vợ là Hoạn Thư nói dối rằng mình đang có vụ làm ăn quan trọng, cần một số tiền lớn. Hoạn Thư không nghĩ nhiều, đem trang sức của mình tặng cho chồng. Sau khi Thúc Sinh đi khỏi, Hoạn Bà nhắc nhở con gái chú ý đến chồng nhiều hơn. Thấy số tiền mà vợ đưa vẫn chưa đủ, Thúc Sinh bán luôn chiếc thuyền của mình, nhưng dọc đường, chàng bị cướp trấn lột tiền. Trong lúc chống cự với chúng, chàng đã bị rơi xuống vực.
Kiều bị Tú Bà đem gả cho Hiền Bá, nhưng lão không ngờ đây chỉ là cái bẫy. Người ngồi trong kiệu không phải Kiều mà là cô kĩ nữ mà Kiều từng giúp. Cô đã hy sinh để Kiều có thể thoát. Tức giận, Hiền Bá giết chết cô kĩ nữ này. Kiều thoát thân thành công và gặp lại Thúc Sinh. Tuy nhiên, hồn Đạm Tiên xuất hiện ngăn cản. Bà ta hiện nguyên hình là một ma nữ, tiết lộ rằng mình là kiếp trước của Kiều, và chính đàn ông là thứ đã khiến bà ta phải chết trong đau khổ. Đạm Tiên không muốn Kiều lặp lại khổ lụy của mình lúc xưa nên nhất quyết ngăn Kiều và Thúc Sinh đến với nhau. Mặc dù vậy, bà ta vẫn không thuyết phục được Kiều và cuối cùng phải rời đi, để lại hai người họ cùng nhau đi vào rừng. Trong lúc Kiều và Thúc Sinh xây dựng cuộc sống mới trong rừng thì Hiền Bá đến gặp Hoạn Thư, kể cho cô nghe chuyện dan díu của chồng. Ban đầu, Hoạn Thư tỏ vẻ không tin và đuổi Hiền Bá đi, nhưng cuối cùng, cô quyết định điều tra rõ sự việc. Hoạn Thư đến nơi mà Kiều và Thúc Sinh đang sống, thấy hai người họ âu yếm, quấn quýt và làm tình bên nhau. Chứng kiến cảnh ấy, trái tim Hoạn Thư sụp đổ và nung nấu quyết tâm trả thù.
Không lâu sau, Thúc Sinh tạm biệt Kiều để quay về giỗ bố vợ. Trong lúc này, nhóm người của Hiền Bá xuất hiện. Khi Hiền Bá đang xé áo của Kiều, nhóm người tay chân của Hoạn Thư và Hoạn Bà đã kịp thời có mặt ứng cứu, đưa nàng về làm người hầu cho gia đình họ. Thúc Sinh quay trở lại căn nhà tranh thì không thấy Kiều đâu. Mọi thứ đã bị đốt thành tro bụi. Tuyệt vọng, Thúc Sinh lập mộ cho người mình yêu. Tuy vậy, chàng không ngờ là Hoạn Thư và mẹ đã sắp xếp cho mình gặp lại Kiều trong chính căn nhà mình, đồng thời tạo ra những tình huống khiến hai người khó xử. Để mọi chuyện yên ổn, Thúc Sinh phải giả vờ như không có chuyện gì xảy ra và không quen biết Kiều. Sau đó, Hoạn Thư bắt chồng làm tình với mình và ép Kiều phải ở bên cạnh quan sát mọi chuyện. Không chịu nổi, Kiều bỏ đi trong uất hận. Thúc Sinh thấy vậy đuổi theo giải thích. Bất thình lình, Đạm Tiên xuất hiện, sai khiến Kiều giết Hoạn Thư, tuy nhiên nàng không xuống tay. Đạm Tiên bèn ra mặt, vung dao về phía Hoạn Thư, nhưng Thúc Sinh đã có mặt che chắn cho cô. Cả Kiều và Hoạn Thư sau đó đều bỏ đi, bỏ lại một mình Thúc Sinh trong tuyệt vọng. Phim kết thúc với hình ảnh ba người Kiều, Thúc Sinh, Hoạn Thư cùng bước đi, nhưng mỗi người đi về mỗi hướng.

## Diễn viên
- Trình Mỹ Duyên vai Thúy Kiều
- Cao Thái Hà vai Hoạn Thư
- Lê Anh Huy vai Thúc Sinh
- Lê Khanh vai Hoạn Bà
- Phương Thanh vai Tú Bà
- Hiếu Hiền vai Hiền Bá
- Long Đẹp Trai vai Mã Giám Sinh
- Lê Thu An vai Thị Liên

## Nhạc phim
Bài hát "Kiều mệnh khúc" do Huy Tuấn và Mai Lâm sáng tác, trình bày bởi Bùi Lan Hương.

## Sản xuất

### Quá trình phát triển
Kiều là dự án đầu tiên của nữ đạo diễn Mai Thu Huyền. Phim được cô ấp ủ từ năm 2009, lấy cảm hứng từ tác phẩm Truyện Kiều của Nguyễn Du. Kịch bản được Phi Tiến Sơn chấp bút. Ông là người được Mai Thu Huyền chọn sau khi nhiều nhà biên kịch khác khiến cô cảm thấy không vừa ý. Ý tưởng ban đầu là một bộ phim truyền hình dài 40 tập nhưng vì một số lý do nên không thể thực hiện, bất chấp đoàn làm phim đã xây dựng kịch bản lẫn bối cảnh cho tác phẩm. Theo Huyền, lý do cô quyết định đưa Kiều lên màn ảnh rộng là vì "thị trường phim điện ảnh đang khá tốt" và "thời gian thực hiện một bộ phim 90 phút sẽ nhanh hơn so với bộ phim dài tập", bên cạnh đó, cô còn mong muốn đưa tác phẩm của mình ra ngoài Việt Nam, giúp các quốc gia khác biết nhiều hơn về tác phẩm này. Tuy nhiên, vì là một bộ phim cổ trang nên thách thức lớn nhất là chuyển tải tinh thần nguyên tác, vốn từ truyện thơ lên màn ảnh rộng nhưng vẫn giữ vững tinh thần tác phẩm gốc, đồng thời có chỉnh lý, bổ sung cho hợp với thị hiếu khán giả hiện đại. Cũng theo Huyền, phim sẽ có kinh phí lớn, gấp hai, ba lần các bộ phim thông thường vì phải tập trung chủ yếu vào phục trang và bối cảnh. Phim sẽ chọn một giai đoạn trong các sự kiện xảy ra trong nguyên tác, cũng như không dựa vào trang phục của triều đại nào trong lịch sử mà sẽ cách điệu các trang phục truyền thống của Việt Nam. Đảm nhiệm thiết kế phục trang là Thủy Nguyễn. Trong khi đó, điều hành sản xuất sẽ giao cho Trần Bửu Lộc, huấn luyện diễn xuất là Kathy Uyên, nhạc sĩ Huy Tuấn kiêm nhiệm vai trò giám đốc âm nhạc, còn Vi Ngọc Mai phụ trách họa sĩ thiết kế.

### Tuyển vai
Kiều có buổi tuyển vai đầu tiên tại Thành phố Hồ Chí Minh trong hai ngày 9 và 10 tháng 12 năm 2019, tại Hà Nội từ 13 đến 14 tháng 12. Để chọn ra người vào vai Thúy Kiều, một nhân vật có "đôi mắt buồn xa xăm toát lên nhiều tâm tư" nhà sản xuất Tincom Media đưa ra tiêu chuẩn các ứng cử viên phải từ 18 đến 25 tuổi, cao từ 1m6 đến 1m7, nét đẹp thuần Việt cùng khả năng ca hát, chơi nhạc cụ. Mặc dù vậy, không có diễn viên nào được chọn. Tại một sự kiện điện ảnh đầu năm 2020, Mai Thu Huyền gặp Mỹ Duyên. Vì thấy ngoại hình cô hợp với nhân vật Kiều nên Huyền đã mời Duyên đến buổi thử vai. Duyên từng tham gia The Face 2017 và đoạt giải Người đẹp Áo dài trong cuộc thi Hoa hậu Hoàn vũ Việt Nam cùng năm. Sau buổi thử vai, Mai Thu Huyền cho biết sẽ gửi toàn bộ kịch bản và chờ Duyên quyết định liệu có nhận vai hay không. Vượt qua sự nghi ngại, e dè ban đầu, cô quyết định thử sức. Trong khi đó, đảm nhiệm vai Hoạn Thư sẽ là Cao Thái Hà, người từng đoạt giải "Nữ diễn viên phụ xuất sắc" tại Cánh diều 2019. Tại buổi thử vai, Hà gây ấn tượng với đạo diễn Mai Thu Huyền bằng cách ăn mặc giống nhân vật Hoạn Thư, đi kèm với đó là lời hứa sẽ thực hiện tròn vai nếu được chọn. Theo Hà, Hoạn Thư là vai diễn lớn đầu tiên trong sự nghiệp điện ảnh của cô. Vai Thúc Sinh, nhân vật có khả năng thực hiện các phân cảnh hành động, mang dáng vẻ cổ trang được giao cho Lê Anh Huy. Theo chia sẻ của đạo diễn Mai Thu Huyền, cô gặp Huy khi anh đang làm người mẫu ảnh cho một talk show ở Thành phố Hồ Chí Minh. Ấn tượng trước "dáng đi, thần thái, gương mặt" của anh, Huyền đã mời Huy đến buổi thử vai cho phim của mình. Khi được mời, anh dời kế hoạch trở về Hoa Kỳ để đến tham dự. Huy là người đầu tiên xuất hiện tại buổi thử vai vào tháng 11 năm 2019. Ngay trong buổi thử vai đầu tiên, anh đã được chọn.

### Quay phim
Đầu tháng 2 năm 2020, đoàn làm phim Kiều thực hiện chuyến du ngoạn dài 2.000 km vòng quanh Việt Nam. Trong thời gian này, họ chọn ra năm địa điểm để quyết định ghi hình, bao gồm Huế, Cao Bằng, Quảng Trị, Quảng Bình và Phú Thọ. Trong số đó, 70% thời lượng phim được quay ở Huế. Phim dự kiến bấm máy vào tháng 4 cùng năm nhưng do tác động của đại dịch COVID-19 tại Việt Nam nên phải hoãn lại đến đầu tháng 6. Những cảnh quay đầu tiên được thực hiện ở Cao Bằng. Theo đạo diễn Mai Thu Huyền, phim khởi quay trong điều kiện thời tiết giông bão, cũng như các điểm ghi hình nằm trên khu vực hiểm trở, xa xôi nhưng đoàn làm phim vẫn cố gắng hoàn tất các cảnh quay. Sau hơn 60 ngày thực hiện, bộ phim đóng máy vào đúng dịp kỉ niệm ngày mất của Nguyễn Du.
Ngay khi được nhận vai, nữ diễn viên Trình Mỹ Duyên tham gia lớp diễn xuất kéo dài ba tháng của Kathy Uyên cũng như được Mai Thanh Dung dại đài từ, học đàn ở chỗ của Mai Thanh Sơn. Trong thời gian quay phim, diễn viên Cao Thái Hà cắt đứt mọi liên lạc với gia đình. Tương tự Mỹ Duyên, cô cũng tham gia một số lớp đào tạo diễn xuất. Sau thời gian cân nhắc, đạo diễn Mai Thu Huyền quyết định giữ lại tiếng thu âm trực tiếp của Hà thay vì dùng diễn viên lồng tiếng.

### Quảng bá
Đoạn pre-teaser tung ra sau khi bộ phim hoàn thành giai đoạn quay bị nhiều khán giả phản ánh về cách dùng chữ Quốc ngữ thay cho chữ Nôm. Lý giải về việc này, đạo diễn Mai Thu Huyền cho rằng: "Ước vọng cao nhất của chúng tôi là làm ra một bộ phim thuần Việt, dành cho khán giả Việt. Do đó thiết kế bối cảnh và trang phục trong phim đều cố gắng sáng tạo theo phong cách của người Việt". Sau áp phích đầu tiên với hình ảnh bóng lưng trần nhân vật Thúy Kiều nhân dịp 200 năm ngày mất Nguyễn Du, cuối tháng 10 năm 2020, nhà sản xuất chính thức công bố áp phích của nhân vật chính. Trong bức ảnh, nhân vật vào vai Kiều mặc áo yếm, bên ngoài khoác áo khoác dài màu vàng với lớp trang điểm. Ngay lập tức, nhiều ý kiến tranh luận về vẻ đẹp của nhân vật thủ vai này, đi kèm với đó là tranh luận về trang phục, cho rằng màu vàng là màu của hoàng gia. Tiếp sau đó là áp phích của hai nhân vật Hoạn Thư và Thúc Sinh. Sau khi công bố toàn bộ áp phích của ba nhân vật chính, nhà sản xuất phim tiếp tục tung ra teaser đầu tiên của phim. Trong teaser này, hình ảnh các nhân vật được tạo dựng bên cạnh cảnh quan thiên nhiên.

## Phát hành
Ban đầu, Kiều dự kiến ra mắt khán giả vào ngày 5 tháng 3 năm 2021 tại thị trường Việt Nam. Tuy nhiên, sau khi dịch COVID-19 bùng phát trở lại tại Hải Dương và một số địa phương khác, lịch công chiếu này được dời lại sang ngày 16 tháng 4, cùng thời điểm với Lật mặt: 48h của Lý Hải. Ngày 18 tháng 3, nhà phát hành quyết định đẩy lịch ra rạp của tác phẩm sớm hơn một tuần, tức ngày 9 tháng 4. Phim có các suất chiếu sớm từ 19 giờ ngày 7 tháng 4 đến hết ngày 8 tháng 4 năm 2021. Chia sẻ về việc hoãn phát hành phim, Mai Thu Huyền cho biết bị thiệt hại một khoản tiền lớn do đã dành phần lớn chi phí truyền thông để tổ chức các sự kiện quảng bá trước khi phim công chiếu. Tối 7 tháng 4, phim có buổi họp báo ra mắt khán giả tại Thành phố Hồ Chí Minh.

## Đón nhận

### Phòng vé
Sau ba ngày đầu công chiếu (từ 9 đến 11 tháng 4), tính cả các suất chiếu sớm, Kiều thu về 1,3 tỷ đồng. Doanh thu cuối tuần đầu công chiếu của tác phẩm xếp thứ sáu phòng vé, sau các phim Mortal Kombat: Cuộc chiến sinh tử, Godzilla đại chiến Kong, Bố già. Tại thời điểm đó, theo Mai Thu Huyền, phim cần có doanh thu hơn 100 tỷ đồng để hoàn lại vốn sản xuất do kinh phí đầu tư rất lớn cho trang phục, bối cảnh, đạo cụ, một điều mà cô cho rằng là khó đạt được. Tác phẩm rời rạp vào ngày 27 tháng 4 với doanh thu sau cùng là 2,7 tỷ đồng cùng khoản thua lỗ lớn cho nhà sản xuất, so với kinh phí được công bố ước tính khoảng 30 tỷ đồng.

### Đánh giá
Sau khi xem phim Kiều, nhiều khán giả có ý kiến cho rằng phim không bám sát nguyên tác Truyện Kiều như mong đợi. Thiếu sót nhiều ý quan trọng trong tác phẩm gốc và thêm thắt quá đà, diễn viên chính biểu cảm chưa tốt, nội dung phim lan man thiếu điểm nhấn cao trào.

## Giải thưởng và đề cử
| Năm  | Giải thưởng    | Hạng mục         | Đề cử                      | Kết quả   | Tham khảo |
| ---- | -------------- | ---------------- | -------------------------- | --------- | --------- |
| 2020 | Giải Cánh diều | Âm nhạc xuất sắc | Bùi Huy Tuấn, Lê Thanh Tâm | Đoạt giải | [ 49 ]    |